# Enrique V el Gordo
Enrique V el Gordo (en alemán: Heinrich V der Dicke, en polaco: Henryk V Brzuchaty) (c. 1248 – 22 de febrero de 1296) fue Duque de Jawor (Jauer) desde 1273, de Legnica (Liegnitz) desde 1278 , y Duque de Wrocław (Breslavia) desde 1290.
Era el primogénito de Bolesłao II el Calvo, duque de Legnica yr su primera mujer, Hedwig, hija de Enrique I, Conde de Anhalt.

## Vida

### Primeros años. Duque de Jawor, Batalla de Stolec
En su juventud, visitó la corte del rey Otakar II de Bohemia en Praga, donde fue armado caballero .
En 1273, su padre le entregó la ciudad de Jawor (Jauer) como ducado independiente. Cuatro años más tarde, su padre Boleslao II, secuestró a su sobrino Enrique IV, gobernante del Ducado de Breslavia, actuando en nombre de su aliado, Rodolfo I de Habsburgo. Este acto despertó las iras de la nobleza de Pequeña Polonia y de los vecinos de Enrique, que organizaron una expedición para liberarle y castigar a Bolesłao. La coalición de Gran Polonia, Głogovia y Breslavia estuvo dirigida por los Duques Premislao II de Gran Polonia y Enrique III de Glogovia. Los ejércitos se enfrentaron en Ząbkowice Śląskie cerca de Stolec, en una de las batallas más sangrientas de la Edad Media polaca. La coalición superaba al ejército de Boleslao, que abandonó el campo de batalla, pero el joven Enrique dirigió una carga que consiguió dar la vuelta a los acontecimientos, obteniendo una gran victoria. Pzemislao II y Enrique III, fueron capturados y el joven Enrique salvó a su familia de una desastrosa derrota.

### Muerte de Bolesłao II el Calvo. Enrique V, Duque de Legnica
Henry sucedió a su padre Bolesłao II como Duque en Legnica el 26 de diciembre de 1278. Poco después, Enrique nombró a sus hermanos menores Bolko I y Bernardo co-gobernantes de Jawor  y Lwówek. Retuvo la ciudad de Środa Śląska, que había recibido en 1277 a cambio de la liberación de Enrique IV.
Henry continuó las relaciones hostiles con otros duques Piastas de Silesia al igual que su padre. En 1281 aceptó la invitación de Enrique IV Probus a una reunión en Sądowel. Enrique IV encarceló al Duque de Legnica y a sus antiguos aliados Enrique III de Glogovia y Premislao II, exigiendo concesiones políticas. Enrique recuperó su libertad, pero tuvo que reconocer a Enrique IV como duque de Breslavia, aunque éste no podría mantener su soberanía ante la reclamación de Venceslao II de Bohemia, a Breslavia.

### Enrique V, Duque de Breslavia. Guerra con Enrique III de Glogovia.
El 23 de junio de 1290 Enrique IV murió repentinamente, posiblemente envenenado. Enrique había nombrado heredero a Enrique III de Glogovia, pero la nobleza y el pueblo de Breslavia se opusieron a este nombramiento, temiendo que el Duque de Glogovia fuera un gobernante duro. Enrique III huyó y los ciudadanos de Breslavia invitaron a Enrique V.
Pero Enrique III no aceptó renunciar y estalló una guerra en la que los territorios en cuestión cambiaron de mano repetidas veces. El 11 de noviembre de 1293, Enrique fue traicionado por Lutka Zdzieszyca, hijo de un noble breslavo a quien Enrique había condenado a muerte. Lutka capturó a Enrique y se lo entregó a Enrique III que le mantuvo preso durante casi seis meses. Enrique fue liberado tras entregar las ciudades de Namysłów, Bierutów, Oleśnica, Kluczbork, Byczyna, Wołczyn, Olesno, Chojnów, y Bolesławiec y sus fortalezas respectivas a Enrique III, pagando un rescate de 30,000 piezas y prometiendo ayudar al Duque de Glogovia en todos sus conflictos durante los cinco años siguientes.
Durante su encarcelamiento en Glogovia, Bolko, el hermano de Enrique, fue nombrado regente de sus tierras. En 1291, Enrique V entregó a Bolko I las ciudades de Świdnica (Schweidnitz), Ziębice, Ząbkowice Śląskie, y Strzelin a cambio de su ayuda contra Enrique III.

### Muerte y legado
Enrique fue encerrado en una jaula de hierro durante su encarcelamiento, y estaba enfermo cuando fue liberado. Nunca recuperó la salud. Temiendo por el futuro de su ducado, buscó la protección de la Santa Sede en 1294.
Enrique murió el 22 de febrero de 1296 y fue enterrado en el monasterio de las Clarisas en Breslavia. Sus hijos eran aún menores y quedaron bajo la custodia de su hermano Bolko.

## Matrimonio y descendencia

El águila negro sin corona de los Piastas de Silesia

Alrededor de 1273, Enrique se casó con Elisabeth (c. 1263–28 de septiembre de 1304), hija de Bolesłao el Piadoso, Duque de Gran Polonia. Tuvieron ocho hijos:
1. Hedwig (c. 1277 - después del 3 de febrero de 1347); casada en 1289/95 con el príncipe Otón de Brandenburgo–Salzwedel, segundo hijo del Margrave Otón V. Después de la muerte de su marido entró como monja en St. Klara.
2. Euphemia (c. 1278 – junio 1347); casada en 1300 con Otón III de Carintia.
3. Anna (1284 – 2/3 de octubre de 1343); Abadesa de St. Klara, Wrocław.
4. Elisabeth (c. 1290 – Nov 1357/58); Abadesa de St. Klara, Wrocław.
5. Bolesłao III el Generoso (23 de septiembre de 1291– 21 de abril de 1352), duque de Legnica y Breslavia.
6. Helena (c. 1293– después de 1300); monja en St. Klara, Gniezno.
7. Enrique VI el Bueno (18 de marzo de 1294–24 de noviembre de 1335).
8. Władysław (nacido póstumamente el 6 de junio de 1296–13 de enero después de 1352).